# フェルミオン・ダブリング
フェルミオン・ダブリング(fermion doubling)とは、格子上の場の理論においてフェルミオンを記述する際に、本来の物理的な粒子（自由度）とは別の、非物理的な複数の自由度が生じる理論上の問題である。このとき現れる非物理的な自由度はダブラー(doubler)と呼ばれ、d次元空間においては2d個のダブラーが現れる。

## 解説

### 格子フェルミオンの作用
連続的な4次元ユークリッド空間において、ゲージ場と相互作用しているフェルミオンの作用を以下のように定義する。
{\displaystyle S=\int d^{4}x{\bar {\psi }}(x)(\gamma _{\mu }D_{\mu }+m)\psi (x)}
ここで、{\displaystyle \psi ,{\bar {\psi }}}はフェルミオン場、γμはガンマ行列、{\displaystyle D_{\mu }=\partial _{\mu }+igA_{\mu }}は共変微分、mはフェルミオンの質量である。
この作用を格子化すると、連続空間における微分演算子は格子上では差分として置き換えられるので、
{\displaystyle S=a^{4}\sum _{n}{\bar {\psi }}_{n}\left[\sum _{\mu }\gamma _{\mu }{\frac {U_{\mu }(n)\psi _{n+{\hat {\mu }}}-U_{\mu }^{\dagger }(n-{\hat {\mu }})\psi _{n-{\hat {\mu }}}}{2a}}+m\psi _{n}\right]}
となる。ここで、aは格子間隔、{\displaystyle \psi _{n},{\bar {\psi }}_{n}}はサイトnに置かれたフェルミオン場、Uμ(n)はサイトnから{\displaystyle {\hat {\mu }}}方向へ張られるゲージ場のリンク変数である。パラメータを無次元化するために、{\displaystyle m\to M/a}、{\displaystyle \psi \to a^{-3/2}\psi }と置き換えると、
{\displaystyle S={\frac {1}{2}}\sum _{n,\mu }\left[{\bar {\psi }}_{n}\gamma _{\mu }U_{\mu }(n)\psi _{n+{\hat {\mu }}}-{\bar {\psi }}_{n+{\hat {\mu }}}\gamma _{\mu }U_{\mu }^{\dagger }(n)\psi _{n}\right]+M\sum _{n}{\bar {\psi }}_{n}\psi _{n}}
となる。このように単純な操作で格子化された作用をナイーブな格子フェルミオンの作用という。

### ダブラーの出現
簡単のために自由場 (Uμ=1 )として、格子フェルミオンの作用を位置表示から運動量表示へ変換すると、
{\displaystyle S=\int {\frac {d^{4}p}{(2\pi )^{4}}}{\bar {\psi }}(-p)\left[i\gamma _{\mu }\sin {p_{\mu }a}+M\right]\psi (p)}
となる。この作用から導出される伝播関数は、
{\displaystyle G(p)={\frac {1}{i\sum _{\mu }\gamma _{\mu }\sin {p_{\mu }a}+M}}={\frac {-i\sum _{\mu }\gamma _{\mu }\sin {p_{\mu }a}+M}{\sum _{\mu }\sin ^{2}{p_{\mu }a}+M^{2}}}}
である。場の量子論における伝播関数の極は粒子の存在を表すから、上式の分母にあるsinは4次元空間において16個のダブラーが存在することを意味している。すなわち、4成分運動量pμに対して、p＝(0,0,0,0)に加えて、p＝(π/a,0,0,0)、(0,π/a,0,0)、……、(π/a,π/a,π/a,π/a)という計16個の解が存在する。

## ニールセン＝二宮の定理
フェルミオン・ダブリングが生じる条件を表すのが、1981年にホルガー・ベック・ニールセンと二宮正夫によって証明されたニールセン＝二宮の定理(Nielsen–Ninomiya theorem)である。この定理によると、格子フェルミオンの作用が以下の全ての仮定を満たすとき、フェルミオン・ダブリングが必ず生じる。
- 格子上の並進対称性
- カイラル対称性
- エルミート性
- フェルミオン場の双一次形式
- 相互作用の局所性

逆に言うと、これらの仮定のどれかが満たされなければ、ダブリングが生じない格子フェルミオンの作用を設定することができる。例えば、ウィルソン・フェルミオンはナイーブな作用にカイラル対称性を破る新たな項を追加することで、ダブリングを回避している。
証明には、 ポアンカレ・ホップの定理を用いる。 

## 解決法
フェルミオン・ダブリングの問題を解決するために、様々な形式の格子フェルミオンの作用が考案されている。
- ウィルソン・フェルミオン : カイラル対称性を破る項を導入する。
- スタッガード・フェルミオン : 16個のダブラーの自由度を4つの4成分フェルミオンとして扱う。
- ドメインウォール・フェルミオン : 5次元時空中の4次元的なドメインウォール上でフェルミオンを扱う。
- オーバーラップ・フェルミオン : ギンスパーグ・ウィルソン関係式(格子上で修正されたカイラル対称性に相当)を満たすディラック演算子を導入する。

## 参照
1. ↑  
H.B. Nielsen, M. Ninomiya (1981). “Absence of Neutrinos on a Lattice. 1. Proof by Homotopy Theory”. Nucl.Phys. B 185 (1):  20–40. doi:10.1016/0550-3213(81)90361-8.
2. ↑  
H.B. Nielsen, M. Ninomiya (1981). “Absence of Neutrinos on a Lattice. 2. Intuitive Topological Proof”. Nucl.Phys. B 193 (1):  173–194. doi:10.1016/0550-3213(81)90524-1.